# Gnophos delagardei
Gnophos delagardei är en fjärilsart som beskrevs av Louis Beethoven Prout 1915. Gnophos delagardei ingår i släktet Gnophos och familjen mätare. Inga underarter finns listade i Catalogue of Life.